# Државни пут 19
Државни пут 19 је државни пут првог Б реда у северозападној Србији, који повезује јужну Бачку са западним Сремом и Семберијом у Босни и Херцеговини. Овај пут је у целости на подручју Војводине.
Пут се тренутно простире од Ердевика до Сремске Раче, а деоница од Бачке Паланке до Ердевика је у плану.

## Траса
| км |                                           |              | Деоница | Дужина | Везе | Коментар                                    |
| -- | ----------------------------------------- | ------------ | ------- | ------ | ---- | ------------------------------------------- |
|    |                                           |              |         |        |      | Бачка Паланка, Нови Сад                     |
|    |                                           | Нештин       |         |        |      |                                             |
|    | Деоница Бачка Паланка-Ердевик је у плану. |              |         |        |      |                                             |
|    |                                           | Ердевик      |         |        |      | Илок (HR), Бачка Паланка, Сремска Митровица |
|    |                                           |              |         |        |      | Кукујевци                                   |
|    |                                           | Кузмин       |         |        |      | , Београд, Сремска Митровица                |
|    |                                           | Сремска Рача |         |        |      |                                             |
|    |                                           | Сремска Рача |         |        |      |                                             |
|    |                                           | Мост на Сави |         |        |      | Бијељина, Босна и Херцеговина               |

## Будућност
По важећем просторном плану републике Србије није предвиђено унапређење датог пута у ауто-пут. Према Регионалном просторном плану Војводине на неизграђеној деоници планирана је изградња заобилазнице кроз подручје Србије, која би захтевала изградњу моста на Дунаву између Бачке Паланке и Нештина и изградњу новог пута кроз Фрушку гору на деоници Нештин - Визић - Ердевик. Пут између Ердевика и Визића назначен за скору изградњу - договор о градњи постигнут је 2009. године.